# 麟州 (四川)
麟州，中国唐朝时设置的州。
唐太宗貞觀五年（631年）以党项拓跋部落设置西麟州，治今四川省若尔盖县达扎寺镇，相当于今四川省若尔盖县与九寨沟县交界处岷山一带。贞观八年（634年）改西麟州置麟州。唐高宗儀鳳二年（677年）地入吐蕃，废除麟州。